# Литературная жизнь Москвы
«Литературная жизнь Москвы» («ЛЖМ») — информационный бюллетень (газета), издававшийся в Москве с января 1997 г. по январь 2003 года (всего вышло 66 выпусков). Решение о выпуске такого издания было принято совместно руководителями основных действовавших в Москве литературных клубов и салонов. Основным содержанием издания были информационные сообщения о проходивших в Москве выступлениях современных русских литераторов: анонсы предстоящих выступлений и краткие отчёты о состоявшихся литературных вечерах. В общей сложности в бюллетене были напечатаны отчёты о 1577 литературных событиях, состоявшихся между 12 декабря 1996 г. и 12 декабря 2002 г. Кроме того, время от времени «Литературная жизнь Москвы» публиковала отзывы о вышедших книгах, некрологи писателей и другие материалы.
Руководителем издания и автором многих отчётов был Дмитрий Кузьмин, постоянными сотрудниками выступали также Данила Давыдов, Илья Кукулин и Кирилл Медведев.
Прекращение издания его команда объяснила тем, что характер литературной жизни в Москве заметно изменился, и создание её хроникального описания требует каких-то иных подходов.
Как отмечал Сергей Бирюков, «можно было соглашаться или не соглашаться с авторами отчётов, но факт остаётся фактом — никто больше не нашёл в себе сил для такой систематической деятельности. И будущие историки будут судить о салонной деятельности 1990-х по ЛЖМ».
8 апреля 2003 года в литературном клубе «Авторник» состоялась акция «Суд над Дмитрием Кузьминым», в которой приняли участие Леонид Костюков, Герман Лукомников, Иван Ахметьев, Юлия Скородумова, Игорь Сид, Линор Горалик, Яна Токарева, Сергей Соколовский и другие авторы; по итогам продолжительной дискуссии собравшиеся заключили, что «этого уникального источника информации о текущем литературном процессе читателям будет не хватать».
Тексты бюллетеня доступны на сайте «Вавилон: Современная русская литература».